# Daniel Flores
Daniel Ernesto Flores (ur. 28 sierpnia 1961 w Palacios, Teksas) – amerykański duchowny katolicki, biskup Brownsville w metropolii Galveston-Houston od 2009.

## Życiorys
Studiował na University of Texas at Austin i w Seminarium Świętej Trójcy, a także na Uniwersytecie w Dallas. Święcenia kapłańskie otrzymał 30 stycznia 1988 i został kapłanem diecezji Corpus Christi. Służył jako prywatny sekretarz ordynariusza, mistrz ceremonii, wicekanclerz, rektor St. John Vianney House of Studies i wikariusz biskupi ds. powołań. W roku 2000 uzyskał doktorat z teologii na Angelicum w Rzymie. Do roku 2001 był kanclerzem diecezji, po czym został skierowany do późniejszej archidiecezji Galveston-Houston. Pracował tam jako wykładowca na Uniwersytecie św. Tomasza i dyrektor ds. formacji Seminarium NMP (wicerektor w latach 2002–2006). Powrócił następnie do swej rodzimej diecezji i został rektorem miejscowej katedry.
28 października 2006 otrzymał nominację na pomocniczego biskupa Detroit ze stolicą tytularną Cozyla. Sakry udzielił mu kardynał Adam Maida. Był pierwszym biskupem pochodzenia latynoskiego, który służył w Detroit. W chwili nominacji był też najmłodszym biskupem w episkopacie USA. 9 grudnia 2009 mianowany ordynariuszem diecezji Brownsville w Teksasie.